# Bed-Sitter Images
| Recensione | Giudizio |
| ---------- | -------- |
| AllMusic   |          |

Bed-Sitter Images è il primo album di Al Stewart, pubblicato dalla casa discografica CBS Records nell'ottobre 1967.

## Disco
Disco atipico per un autore di estrazione folk come Stewart, Bedsitter Images è composto da canzoni scritte per chitarra acustica, voce e orchestra.
Denise at 16 e Ivich sono brani strumentali per sola chitarra.
In Beleeka Doodle Day Stewart ricorda una settimana trascorsa in Italia insieme agli amici Mike e Robin (I had a week once in Italy / With Mike and Robin and some songs). Mike e Robin sono Mike Heron e Robin Williamson, fondatori (insieme a Clive Palmer) della Incredible String Band.
Per promuovere il disco il 3 novembre 1967 fu organizzato, alla Royal Festival Hall, un concerto in cui Stewart fu accompagnato dalla London Orchestra diretta da Alexander Faris.
Nel retro di copertina del disco il produttore Roy Guest racconta quali sono stati gli inizi della carriera artistica di Stewart.
Nel 1970 Bedsitter Images è stato pubblicato di nuovo con il titolo The First Album e alcune tracce sostituite (vedi elenco tracce).

## Tracce

### LP (Bed-Sitter Images)
Lato A (SBPG 63087 A)
Testi e musiche di Al Stewart.
1. Bedsitter Images – 3:18
2. Swiss Cottage Manoeuvres – 4:00
3. The Carmichaels – 2:53
4. Scandinavian Girl – 2:35
5. Pretty Golden Hair – 3:39
6. Denise at 16 – 3:18

Lato B (SBPG 63087 B)
Testi e musiche di Al Stewart.
1. Samuel, Oh How You've Changed! – 4:02
2. Cleave to Me – 2:53
3. A Long Way Down from Stephanie – 3:27
4. Ivich – 4:25
5. Beleeka Doodle Day – 6:58

### LP (The First Album)
Lato A (S 64023 A)
Testi e musiche di Al Stewart, eccetto dove indicato.
1. Lover Man – 2:32 (Mike Heron)
2. Swiss Cottage Manoeuvres – 4:00
3. The Carmichaels – 2:53
4. Clifton in the Rain – 2:42
5. Bed Sitter Images – 3:18
6. Denise at 16 – 3:18

Lato B (S 64023 B)
Testi e musiche di Al Stewart.
1. Samuel, Oh How You've Changed! – 4:02
2. A Long Way Down from Stephanie – 3:27
3. Ivich – 4:25
4. Beleeka Doodle Day – 6:58

### CD (The First Album (Bed-Sitter Images))
Edizione CD del 2007, pubblicato dalla Collectors' Choice Music Records (CCM-765)
Testi e musiche di Al Stewart, eccetto dove indicato.
1. Bed-Sitter Images – 3:18
2. Swiss Cottage Manoeuvres – 4:00
3. The Carmichaels – 2:53
4. Scandinavian Girl – 2:35
5. Pretty Golden Hair – 3:39
6. Denise at 16 – 3:18
7. Samuel, Oh How You've Changed! – 4:02
8. Cleave to Me – 2:53
9. A Long Way Down from Stephanie – 3:27
10. Ivich – 4:25
11. Beleeka Doodle Day – 6:58
12. Lover Man – 2:32 (Mike Heron)
13. Clifton in the Rain – 2:42
14. Go Your Way – 1:50 – Traccia bonus
15. My Contemporaries – 0:30 (Pete Townsend) – Traccia bonus

## Musicisti
- Al Stewart - voce, chitarra
- Alexander Faris - arrangiamento e conduzione orchestra

Note aggiuntive
- Roy Guest - produttore, note retrocopertina album originale
- Michael Claydon - ingegnere delle registrazioni
- Sophie Litchfield - fotografia copertina album (The First Album)
- John Hays - design copertina album (The First Album)
- Jerry Boys - remix album (The First Album)